# Матіс Сюрай
Матіс Сюрай (фр. Mathis Suray, нар. 26 липня 2001, Шарлеруа) — бельгійський футболіст, півзахисник нідерландського клубу «Гоу Егед Іглз». Виступав також за клуб «Дордрехт». Володар Кубка Нідерландів.

## Ігрова кар'єра
Матіс Сюрай народився 2001 року в місті Шарлеруа, та є вихованцем футбольної школи клубу «Андерлехт». У професійному футболі Сюрай дебютував 2020 року виступами за нідерландську команду «Дордрехт», в якій грав до 2024 року, взявши участь у 112 матчах чемпіонату. З 2024 року футболіст грає в іншому нідерландському клубі «Гоу Егед Іглз». У складі команди в перший же рік виступів бельгійський півзахисник став володарем Кубка Нідерландів.

## Титули і досягнення
- Володар Кубка Нідерландів (1):

«Гоу Егед Іглз»: 2024–2025